# 아디다스 SC
아디다스 SC(ADIDAS Soccer Club)는 사모아의 축구 클럽이다. 연고지는 알라마고토(Alamagoto)이다. 현재 사모아 내셔널 리그에 참가하고 있으며, 여성 팀도 존재한다.

## 역사
아디다스 SC가 처음으로 참가했다고 기록되어 있는 2002 시즌에는 10개 팀 중 6위를 기록했다. 2003 시즌에는 9위를 기록하여 승강 플레이오프로 진출, 사모아의 2부 리그격인 사모아 퍼스트 디비전으로 강등당했다. 2007 시즌에 승격하여 2018 시즌까지 사모아 내셔널 리그에서 활동했었다. 2018 시즌에 11위를 기록하고 승강 플레이오프해서 패해, 다시 강등당했다.

## 기록
사모아 내셔널 리그
- 2002 시즌 : 6위
- 2003 시즌 : 9위
- 2010-11 시즌 : 3위
- 2012-13 시즌 : 5위
- 2014-15 시즌 : 5위
- 2016 시즌 : 8위
- 2017 시즌 : 10위
- 2018 시즌 : 11위 (승강 PO 패배로 강등)